# Комботион
Комбо́тион (греч. Κομπότιον), также Комбо́ти (Κομπότι) — малый город в Греции. Расположен на высоте 86 м над уровнем моря, к юго-востоку от Арты. Административно относится к общине Николаос-Скуфас в периферийной единице Арта в периферии Эпир. Население 1544 человек по переписи 2011 года.

## Сообщество
Сообщество Комботион (Κοινότητα Κομποτίου) создано в 1912 году (ΦΕΚ 254Α), в 1997 году (ΦΕΚ 244Α) создана одноимённая община. В сообщество входит деревня Айос-Николаос. Население 1650 человек по переписи 2011 года. Площадь 22,656 квадратных километров.
| Населённый пункт | Население (2011), человек |
| ---------------- | ------------------------- |
| Айос-Николаос    | 106                       |
| Комботион        | 1544                      |

## Население
| Год  | Население, человек |
| ---- | ------------------ |
| 1991 | 1942               |
| 2001 | 2026               |
| 2011 | ↘ 1544             |